# Апий Аний Атилий Брадуа
Апий Аний Атилий Брадуа (на латински: Appius Annius Atilius Bradua) е политик и сенатор на Римската империя през 2 век.
Произлиза от клон Ании Регили от фамилията Ании. Син е на Апий Аний Требоний Гал (суфектконсул 139 и 140 г.) и Атилия Кавцидия Тертула, дъщеря на Марк Атилий Метилий Брадуа и Кавцидия Тертула. Внук е на Апий Аний Требоний Гал (консул 108 г.), който е роднина на Марк Аний Вер, дядото на император Марк Аврелий.
През 160 г. Атилий Брадуа е консул заедно с Тит Клодий Вибий Вар. Той съди своя зет Ирод Атик, като го обвинява в убийство на съпругата си Аниа Регила, която е сестра на Атилий Брадуа.